# 578
Раннє Середньовіччя. Триває чума Юстиніана. У Східній Римській імперії продовжується правління Тиберія II. Візантійська імперія контролює значну частину володінь колишньої Римської імперії. Лангобарди частково окупували Італію і утворили в ній Лангобардське королівство. Франкське королівство розділене між синами Хлотара I. Іберію займає Вестготське королівство. В Англії розпочався період гептархії.
У Китаї період Північних та Південних династій. На півдні править династія Чень, на півночі — Північна Чжоу. Індія роздроблена. В Японії триває період Ямато. У Персії править династія Сассанідів. Степову зону Азії та Східної Європи контролює Тюркський каганат.
На території лісостепової України в VI столітті виділяють пеньківську й празьку археологічні культури. VI століття стало початком швидкого розселення слов'ян. У Північному Причорномор'ї співіснують різні кочові племена, зокрема гуни, сармати, булгари, алани, авари.

## Події
- Візантійське військо на чолі з Маврикієм здійснило вторгнення у Верхню Месопотамію. 70 тис. бранців переправлено з Гірканії на Кіпр.
- Помер імператор Юстин II, який відійшов від справ у 574 через приступи божевілля.
- Північна Чжоу веде війну на два фронти проти південної династії Чень та Тюркського каганату.
- Засновано японську компанію Конго Гумі.